# Quartier des Arcis
Le quartier des Arcis est un ancien quartier administratif de Paris qui se situait sur la rive droite de la Seine, dans l'ancien 7e arrondissement.

## Emplacement et délimitation
Limites lors de sa création, en 1811 :

Partant de la rue des Arcis (Numéros pairs), en face la rue des Lombards, suivant à droite les rues de la Verrerie (Numéros impairs), du Coq-Saint-Jean (Numéros impairs), de la Tixéranderie, du Mouton (Numéros impairs), place de l'Hôtel-de-Ville (Numéros impairs), quai Pelletier, quai de Gesvres, la place du Châtelet (numéros pairs), les rues Saint-Jacques-la-Boucherie (Numéros impairs) et des Arcis (Numéros pairs) jusqu'à celle de la Verrerie.

### Voies intérieures
- Rue de la Vieille-Place-aux-Veaux
- Rue de la Vieille-Tannerie
- Rue Saint-Jérôme
- Rue de la Vieille-Lanterne
- Rue Planche-Mibray
- Rue de la Tannerie
- Rue des Teinturiers
- Rue de la Vannerie
- Rue Jean-l'Épine
- Rue de la Coutellerie
- Rue de la Tacherie
- Impasse Saint-Benoît
- Rue Jean-Pain-Mollet
- Rue Saint-Bon
- Rue de la Lanterne
- Rue de la Poterie
- Rue des Coquilles
- Carrefour Guilleri
- Pont au Change (en partie)
- Pont Notre-Dame (en partie)

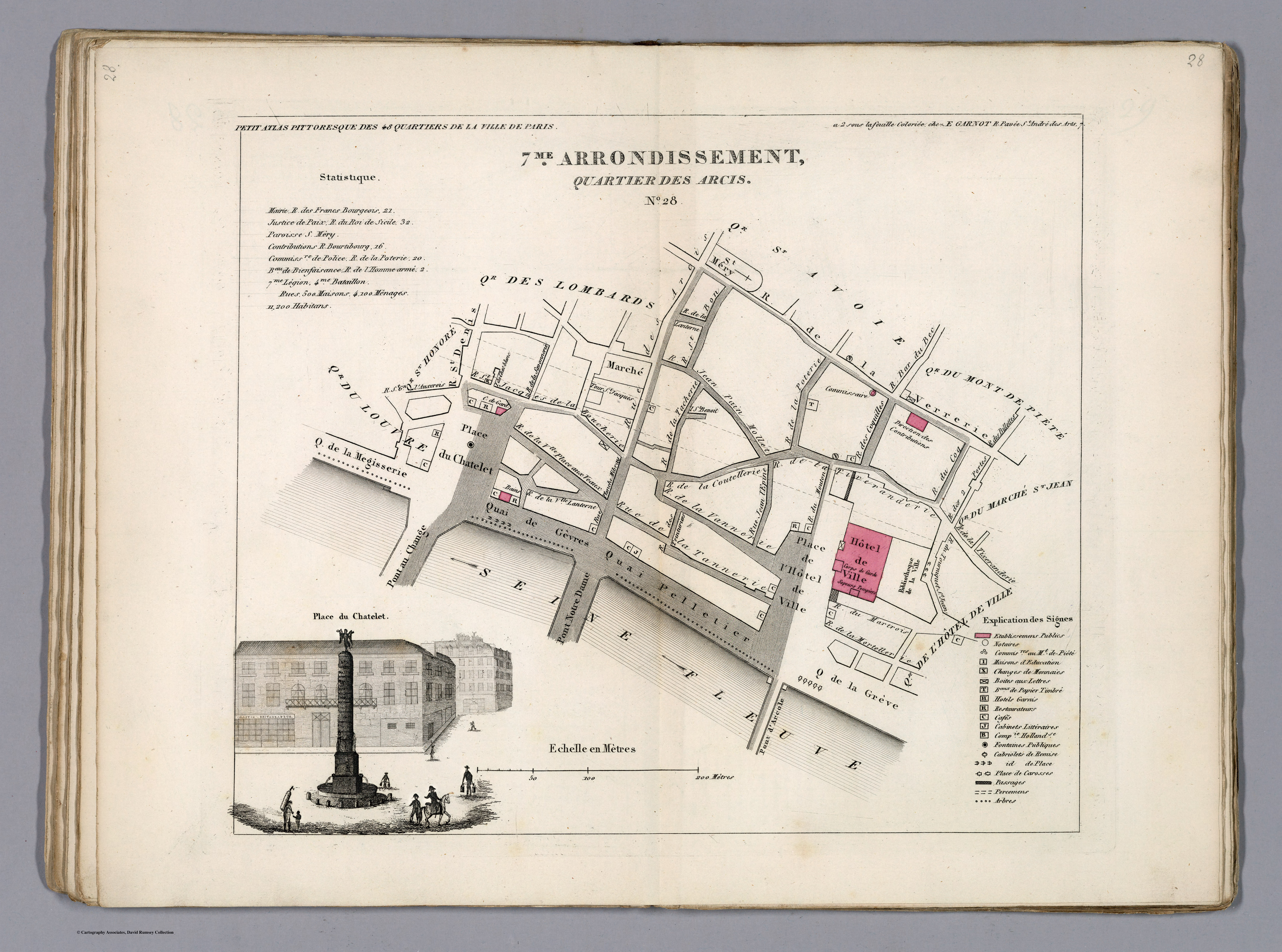
Plan du quartier des Arcis dans l'ancien 7e arrondissement en 1834.

## Origine du nom
Ainsi nommé car la rue des Arcis y est située.

## Historique
Ce quartier est créé en 1790, durant la Révolution française, sous le nom révolutionnaire de section des Arcis.
Par arrêté préfectoral du 10 mai 1811, la section des Arcis qui était situé dans l'ancien 7e arrondissement de Paris prend le nom de quartier des Arcis.
La loi du 16 juin 1859 fait disparaitre ce quartier administratif, à présent absorbé dans le 4e arrondissement (Quartier Saint-Merri).